# Arantxa Parra Santonja
Arantxa Parra Santonja (født 9. november 1982 i Valencia, Spanien) er en kvindelig professionel tennisspiller fra Spanien.  Arantxa Parra Santonja højeste rangering på WTA single rangliste var som nummer 46, hvilket hun opnåede 12. juli 2010. I double er den bedste placering nummer 27, hvilket blev opnået 22. august 2011.